# Ceratoides lenensis
Ceratoides lenensis là loài thực vật có hoa thuộc họ Dền. Loài này được Jurtz. & R. Kam. mô tả khoa học đầu tiên năm.